# Окна Сибиулуј (Сибињ)
Окна Сибиулуј (рум. Ocna Sibiului) насеље је у Румунији у округу Сибињ у општини Окна Сибиулуј. Oпштина се налази на надморској висини од 435 m.

## Становништво
Према подацима из 2002. године у насељу је живело 3883 становника.

### Попис2002.
| Расподела становништва по националности 2002.‍ | Расподела становништва по националности 2002.‍ | Расподела становништва по националности 2002.‍ | Расподела становништва по националности 2002.‍ | Расподела становништва по националности 2002.‍ |
| --------------------------------------------- | --------------------------------------------- | --------------------------------------------- | --------------------------------------------- | --------------------------------------------- |
|                                               |                                               |                                               |                                               |                                               |
| Румуни                                        | Румуни                                        |                                               | 3.404                                         | 87,7%                                         |
| Мађари                                        | Мађари                                        |                                               | 404                                           | 10,4%                                         |
| Роми                                          | Роми                                          |                                               | 60                                            | 1,5%                                          |
| Немци                                         | Немци                                         |                                               | 12                                            | 0,3%                                          |